# کیوپانو
کیوپانو (به ایتالیایی: Chiuppano) یک کومونه در ایتالیا است که در استان ویچنزا واقع شده‌است.

## خصوصیات
کیوپانو ۴ کیلومترمربع مساحت و ۲٬۶۳۰ نفر جمعیت دارد و ۲۳۰ متر بالاتر از سطح دریا واقع شده‌است.